# Sickenhammer

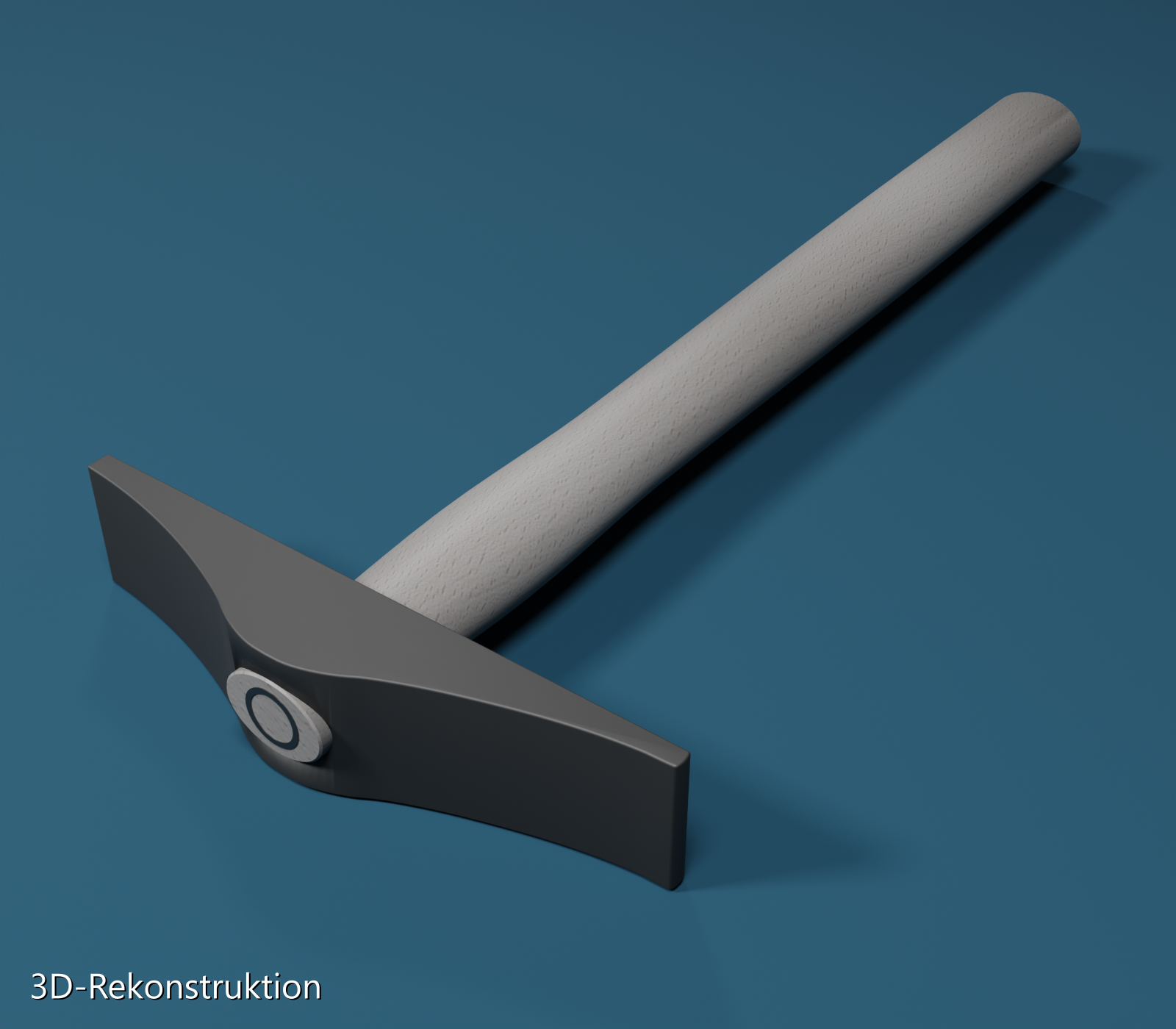
Sickenhammer

Ein Sickenhammer ist ein leichter Handhammer, etwa 150 bis 250 g schwer.
Er hat zwei Finnen (spitze Seiten), eine leicht gerundet. Der Sickenhammer wird meist in Verbindung mit dem Sickenstock oder einem Hartholzklotz zum Treiben von Metall verwendet. Dabei wird mit seiner Hilfe eine fortlaufende Vertiefung (Sicke) in das Material getrieben.